# Domenico Francesco Vannucci
Domenico Francesco Vannucci (Lucca, Toscana, 1718 - 1775) fou un compositor italià.
Fou el mestre de Luigi Boccherini, excel·lent violoncel·lista i compositor de música religiosa. Dirigí la capella de la Catedral de Lucca.
El més important de la seva obra el componen sis oratoris i misses a 4 i 8 veus.